# جون ماكغريغور
جون ماكغريغور (بالإنجليزية: John MacGregor)‏ (و. 1825 – 1892 م) هو مستكشف، ومحام بالقضاء العالي، ورسام توضيحي، وفنان، وراكب الكنو، وعالم طبيعة بريطاني، توفي عن عمر يناهز 67 عاماً.

## التعليم
تعلم في كلية الثالوث، كامبريدج
.

## روابط خارجية
- جون ماكغريغور على موقع الموسوعة البريطانية (الإنجليزية)